# Подводные лодки типа I-400
Подводные лодки типа I-400 (яп. 伊四〇〇型潜水艦), также известные как тип «Сентоку» или «СТо» — серия японских дизель-электрических подводных лодок периода Второй мировой войны. Спроектированы в 1942—1943 годах на роль подводных авианосцев сверхдальнего радиуса действия для операций в любой точке земного шара, в том числе у побережья США. Подводные лодки типа I-400 были крупнейшими среди построенных во время Второй мировой войны и оставались таковыми до появления АПЛ.
Первоначально планировалось построить 18 подводных лодок этого типа, однако в 1943 году это число было сокращено до 9 кораблей, из которых начаты были лишь шесть, а завершены всего три, в 1944—1945 годах. Из-за поздней постройки подводные лодки типа I-400 так и не были применены в бою. После капитуляции Японии, все три подводные лодки были переданы США, и в 1946 году затоплены ими.

## История создания
История типа I-400 началась вскоре после нападения на Пёрл-Харбор, когда по указанию адмирала Исороку Ямамото была начата отработка концепции подводного авианосца для нанесения ударов по побережью США. У японских судостроителей уже имелся опыт размещения на нескольких классах подводных лодок одного разведывательного гидросамолёта, однако I-400 для выполнения поставленных перед ними задач должны были быть оснащены большим количеством более тяжёлых самолётов.
13 января 1942 года, Ямамото направил проект I-400 флотскому командованию. В нём были сформулированы требования к типу: подводная лодка должна была иметь дальность плавания в 40 000 морских миль (74 000 км) и иметь на борту более двух самолётов, способных нести авиационную торпеду или 800-кг авиабомбу.
Первый проект подводных лодок типа I-400 был представлен в марте 1942 года и после доработок был окончательно утверждён 17 мая того же года. 18 января 1943 года на верфях Куре было начато строительство головного корабля серии, I-400. Первоначальный план строительства, принятый в июне 1942 года, предусматривал строительство 18 лодок этого типа, однако после смерти Ямамото в апреле 1943 года, это число было сокращено вдвое. К 1943 году Япония начинала испытывать серьёзные трудности со снабжением материалами, и планы постройки типа I-400 всё сокращались, вначале до шести лодок, а потом и вовсе до трёх.

## Конструкция

### Корпус
Подводные лодки типа I-400 имеют двухкорпусную конструкцию. Прочный корпус лодки имеет необычную форму: в носовой части, в районе торпедных отсеков, он в профиле имеет форму цифры 8, разделяясь на два вертикально расположенных отсека, затем переходит к круглому профилю. В районе кают экипажа, форма прочного корпуса плавно переходит в напоминающую символ бесконечности (∞), чтобы затем, ближе к корме, вновь плавно перейти к горизонтально-овальному, а затем круглому профилю.

### Вооружение

#### Торпедное
Торпедное вооружение подводных лодок типа I-400 состояло из восьми 533-мм торпедных аппаратов, расположенных по четыре в двух носовых торпедных отсеках, размещённых друг над другом. Боекомплект лодки состоял из 20 торпед Тип 95.

#### Артиллерийское
Артиллерийское вооружение I-400 состояло из одной 140-мм пушки с длиной ствола 40 калибров, находившейся в кормовой части за рубкой, а также трёх трёхствольных и одной одноствольной установок автоматических 25-мм зенитных пушек Тип 96, размещённых на рубке.

#### Авиационное
Авиационная группа типа I-400 состояла из трёх гидросамолётов, бомбардировщиков-торпедоносцев Aichi M6A Seiran, с возможностью перевозить также четвёртый в частично разобранном виде. В походном состоянии, самолёты хранились в ангаре, размещавшемся в рубке, при этом всё оперение самолётов складывалось так, чтобы не выходить за радиус Воздушного винта  Для запуска самолётов на лодках имелась стартовая катапульта и стартовые рельсы.

## Постройка
| Заводской №   | Заказ       | Подрядчик   | Завод              | Заложена                       | Спущена                        | Сдана                          | Списана                          |                                |
| ------------- | ----------- | ----------- | ------------------ | ------------------------------ | ------------------------------ | ------------------------------ | -------------------------------- | ------------------------------ |
| I-400         | № 714       | ВМС         | в/ч «Курэ»         | зима 1943 г.                   | зима 1944 г.                   | 30 декабря 1944 г.             | 1946 г. (затоплены)              |                                |
| I-401         | № 5231      | ВМС         | в/ч «Сасэбо»       | зима 1943 г.                   | зима 1944 г.                   | 8 января 1945                  | 1946 г. (затоплены)              |                                |
| I-402         | № 5232      | ВМС         | в/ч «Сасэбо»       | весна 1943 г.                  | весна 1944 г.                  | 24 июля 1945                   | 1946 г. (затоплены)              |                                |
| I-403         | № 5233      | ВМС         | в/ч «Курэ»         | весна 1943 г.                  | весна 1944 г.                  | не достроены                   | 1945 г. (на слом)                |                                |
| I-404         | № 5234      | ВМС         | в/ч «Курэ»         | весна 1943 г.                  | лето 1944 г.                   | не достроены                   | 1945 г. (уничтожена авианалётом) |                                |
| I-405         |             | «Кавасаки»  | «Сэнсю» (г. Осака) | разобрана на стапеле (1945 г.) | разобрана на стапеле (1945 г.) | разобрана на стапеле (1945 г.) | разобрана на стапеле (1945 г.)   | разобрана на стапеле (1945 г.) |
| I-406 — I-417 | не заложены | не заложены | не заложены        | не заложены                    | не заложены                    | не заложены                    | не заложены                      |                                |